# Fabrício Werdum
Fabrício Werdum (ur. 30 lipca 1977 w Porto Alegre) – brazylijski grappler i zawodnik mieszanych sztuk walki (MMA) wagi ciężkiej. Dwukrotny mistrz świata w brazylijskim jiu-jitsu oraz w submission fightingu (ADCC). W swojej karierze walczył dla największych światowych organizacji: Pride Fighting Championships, Strikeforce i UFC – tej ostatniej były mistrz wagi ciężkiej.

## Kariera MMA
Zadebiutował w 16 czerwca 2002. W 2005 związał się z ówcześnie największą organizacją na świecie PRIDE FC uzyskując bilans 4-2 i pokonując m.in. Toma Eriksona oraz Alistaira Overeema. 12 listopada 2006 pokonał Aleksandra Jemieljanienko na gali 2H2H: Pride & Honor po czym podpisał kontrakt z UFC, gdzie toczył pojedynki od 2007 do 2008.
Lata 2009–2011 to walki dla Strikeforce. Werdum zwyciężał tam m.in. z Antônio Silvą.
26 czerwca 2010 roku, podczas gali Strikeforce w San Jose zmusił do poddania czołowego zawodnika wagi ciężkiej na świecie Fiodora Jemieljanienko, zakładając mu duszenie trójkątne i dźwignię na staw łokciowy w pierwszej rundzie. Tym samym doprowadził do jego drugiej porażki w karierze. Dzięki temu zwycięstwu pod koniec czerwca 2010 roku Werdum został sklasyfikowany przez fachowy portal sherdog.com na pozycji nr 2 wśród najlepszych zawodników MMA wagi ciężkiej, a technika kończąca którą wykonał na Jemieljanience uznana za „poddanie roku”.
W 2011 roku wziął udział w 8-osobowym turnieju skupiającym najlepszych zawodników Strikeforce w wadze ciężkiej. W ćwierćfinale przegrał przez jednogłośną decyzję sędziów z mistrzem Strikeforce, Alistairem Overeemem. W grudniu 2011 roku ponownie podpisał kontrakt z UFC po ponad trzech latach przerwy. 4 lutego 2012 roku na gali UFC 143 zmierzył się ze zwycięzcą 10 sezonu The Ultimate Fighter Amerykaninem Royem Nelsonem. Werdum od początku narzucił szybkie tempo pojedynku zadając w klinczu ciosy kolanami. W następnych rundach Werdum punktował kopnięciami na głowę i uderzeniami kolanem. Po 3. rundach sędziowie orzekli jednogłośnie (30-27, 30-27, 30-27) zwycięstwo Werduma. Za ten pojedynek Werdum otrzymał bonus finansowy za „walkę wieczoru” w wysokości 65,000 $. 8 czerwca 2013 na gali UFC on Fuel poddał rodaka, byłego mistrza PRIDE Antônio Rodrigo Nogueire.
15 listopada 2014 pokonał przed czasem Marka Hunta i został tymczasowym mistrzem UFC w wadze ciężkiej. 13 czerwca 2015 nieoczekiwanie poddał duszeniem gilotynowym broniącego tytułu Caina Velaqueza unifikując oba tytuły i zostając pełnoprawnym mistrzem wagi ciężkiej. Tytuł stracił w pierwszej obronie, 14 maja 2016, na rzecz Stipe Miocicia, który znokautował Brazylijczyka w 1. rundzie.
10 września 2016 wygrał z Travisem Brownem na punkty, natomiast 8 lipca 2017 zmierzył się w swojej trzeciej już walce w karierze z Alistairem Overeemem, przegrywając większościową decyzją z Holendrem. 7 października 2017 podczas UFC 216 poddał Waltera Harrisa który zastąpił na kilka godzin przed galą niedysponowanego Derricka Lewisa.
19 listopada 2017 na UFC FN 121 pokonał jednogłośnie na punkty Polaka Marcina Tyburę. 17 marca 2018 podczas UFC FN 127 został znokautowany przez Rosjanina Aleksandra Wołkowa w czwartej rundzie.
8 września 2023 roku na Gamebred Fighting Championship 5 doszło do jego rewanżu z Juniorem dos Santosem w walce MMA na gołe pięści. Werdum ponownie musiał uznać wyższość swojego rodaka, przegrywając walkę przez niejednogłośną decyzję sędziów.

## Osiągnięcia

### Mieszane sztuki walki
- 2014–2015: tymczasowy mistrz UFC w wadze ciężkiej
- 2015–2016: mistrz UFC w wadze ciężkiej

### Brazylijskie jiu-jitsu[10]
- 2011: Mistrzostwa Świata ADCC – 2. miejsce w kat. +99 kg
- 2009: Mistrzostwa Świata ADCC – 1. miejsce w kat. +99 kg
- 2007: Mistrzostwa Świata ADCC – 1. miejsce w kat. +99 kg
- 2005: Mistrzostwa Świata ADCC – 3. miejsce w kat. +99 kg
- 2004: Mistrz Świata BJJ w kategorii czarnych pasów w wadze najcięższej
- 2003: Mistrzostwa Świata ADCC – 2. miejsce w kat. +99 kg, 3. miejsce w kat. absolutnej
- 2003: Mistrz Świata BJJ w kategorii czarnych pasów w wadze superciężkiej
- 2003: Mistrzostwa Ameryk BJJ – 3. miejsce w wadze superciężkiej, 3. miejsce w kat. absolutnej

## Lista zawodowych walk w MMA
| Wynik     | Bilans      | Przeciwnik (bilans przed walką)   | Rozstrzygnięcie                                           | Runda | Czas | Rozgrywki                              | Data       | Miejsce         | Uwagi |
| --------- | ----------- | --------------------------------- | --------------------------------------------------------- | ----- | ---- | -------------------------------------- | ---------- | --------------- | --- |
| Przegrana | 24-10-1 (1) | Junior dos Santos (21-10)         | Decyzja (niejednogłośna)                                  | 3     | 5:00 | Gamebred Fighting Championship 5       | 08.09.2023 | Jacksonville    | MMA na gołe pięści. Main Event |
| Nieodbyta | 24-9-1 (1)  | Renan Ferreira (6-2)              | No contest (zmiana werdyktu)                              | 1     | 2:32 | PFL 2021 #3: Regular Season            | 06.05.2021 | Atlantic City   | Początkowo walka zakończona zwycięstwem Ferreiry przez TKO (ciosy pięściami w parterze). Pojedynek został uznany za nieodbyty po proteście Werduma, gdyż przed nokautem to Werdum próbował poddać rywala i zacisnął duszenie trójkątne nogami, po czym Ferreira dał dwa oznaki klepnięcia w przeciwnika, jednak sędzia tego nie zauważył. Ostatecznie werdykt został zmieniony. |
| Wygrana   | 24-9-1      | Alexander Gustafsson (18-6)       | Poddanie (dźwignia na staw łokciowy)                      | 1     | 2:30 | UFC on ESPN: Whittaker vs. Till        | 25.07.2020 | Abu Zabi        | Bonus za występ wieczoru |
| Przegrana | 23-9-1      | Aleksiej Olejnik (58-13-1)        | Decyzja (niejednogłośna)                                  | 3     | 5:00 | UFC 249                                | 09.05.2020 | Jacksonville    | |
| Przegrana | 23-8-1      | Aleksandr Wołkow (29-6)           | KO (ciosy pięściami)                                      | 4     | 1:39 | UFC Fight Night: Werdum vs. Volkov     | 17.03.2018 | Londyn          | |
| Wygrana   | 23-7-1      | Marcin Tybura (16-2)              | Decyzja (jednogłośna)                                     | 5     | 5:00 | UFC Fight Night 121: Werdum vs. Tybura | 19.11.2017 | Sydney          | |
| Wygrana   | 22-7-1      | Walt Harris (10-5)                | Poddanie (dźwignia na łokieć)                             | 1     | 1:05 | UFC 216                                | 07.10.2017 | Las Vegas       | |
| Przegrana | 21-7-1      | Alistair Overeem (42-15)          | Decyzja (większościowa)                                   | 3     | 5:00 | UFC 213                                | 08.07.2017 | Las Vegas       | |
| Wygrana   | 21-6-1      | Travis Browne (18-4-1)            | Decyzja (jednogłośna)                                     | 3     | 5:00 | UFC 203                                | 10.09.2016 | Cleveland       | |
| Przegrana | 20-6-1      | Stipe Miocic (14-2)               | KO (prawy sierpowy)                                       | 1     | 2:47 | UFC 198                                | 14.05.2016 | Kurytyba        | Stracił mistrzostwo UFC w wadze ciężkiej |
| Wygrana   | 20-5-1      | Cain Velasquez (13-1)             | Poddanie (duszenie gilotynowe)                            | 3     | 2:13 | UFC 188                                | 13.06.2015 | Meksyk          | Zdobył i zunifikował mistrzostwo UFC w wadze ciężkiej. Bonus za występ wieczoru |
| Wygrana   | 19-5-1      | Mark Hunt (10-8-1)                | TKO (latające kolano i ciosy pięściami)                   | 2     | 2:27 | UFC 180                                | 15.11.2014 | Meksyk          | Zdobył tymczasowe mistrzostwo UFC w wadze ciężkiej. Bonus za występ wieczoru |
| Wygrana   | 18-5-1      | Travis Browne (16-1-1)            | Decyzja (jednogłośna)                                     | 5     | 5:00 | UFC on Fox: Werdum vs. Browne          | 19.04.2014 | Orlando         | |
| Wygrana   | 17-5-1      | Antônio Rodrigo Nogueira (34-7-1) | Poddanie (dźwignia na staw łokciowy)                      | 2     | 2:41 | UFC on Fuel TV: Nogueira vs. Werdum    | 08.06.2013 | Fortaleza       | |
| Wygrana   | 16-5-1      | Mike Russow (15-1)                | TKO (ciosy pięściami)                                     | 1     | 2:28 | UFC 147                                | 23.06.2012 | Belo Horizonte  | |
| Wygrana   | 15-5-1      | Roy Nelson (16-6)                 | Decyzja (jednogłośna)                                     | 3     | 5:00 | UFC 143                                | 04.02.2012 | Las Vegas       | Bonus za walkę wieczoru |
| Przegrana | 14-5-1      | Alistair Overeem (34-11)          | Decyzja (jednogłośna)                                     | 3     | 5:00 | Strikeforce: Overeem vs Werdum         | 18.06.2011 | Dallas          | Ćwierćfinał Strikeforce World GP HW Tournament |
| Wygrana   | 14-4-1      | Fiodor Jemieljanienko (31-1)      | Poddanie (duszenie trójkątne i dźwignia na staw łokciowy) | 1     | 1:09 | Strikeforce: Fedor vs Werdum           | 26.06.2010 | San Jose        | |
| Wygrana   | 13-4-1      | Antônio Silva (13-1)              | Decyzja (jednogłośna)                                     | 3     | 5:00 | Strikeforce – Fedor vs Rogers          | 07.11.2009 | Hoffman Estates | |
| Wygrana   | 12-4-1      | Mike Kyle (13-6-1)                | Poddanie (duszenie gilotynowe)                            | 1     | 1:24 | Strikeforce: Carano vs Cyborg          | 15.08.2009 | San Jose        | |
| Przegrana | 11-4-1      | Junior dos Santos (6-1)           | TKO (ciosy pięściami)                                     | 1     | 1:21 | UFC 90                                 | 25.10.2008 | Rosemont        | |
| Wygrana   | 11-3-1      | Brandon Vera (8-1)                | TKO (ciosy pięściami)                                     | 1     | 4:40 | UFC 85: Bedlam                         | 07.06.2008 | Londyn          | |
| Wygrana   | 10-3-1      | Gabriel Gonzaga (8-2)             | TKO (ciosy pięściami)                                     | 2     | 4:34 | UFC 80: Rapid Fire                     | 19.01.2008 | Newcastle       | |
| Przegrana | 9-3-1       | Andrej Arłouski (11-5)            | Decyzja (jednogłośna)                                     | 3     | 5:00 | UFC 70: Nations Collide                | 21.04.2007 | Manchester      | |
| Wygrana   | 9-2-1       | Aleksandr Jemieljanienko (9-2)    | Poddanie (duszenie trójkątne rękoma)                      | 1     | 3:24 | 2H2H – Pride & Honor                   | 12.11.2006 | Rotterdam       | |
| Przegrana | 8-2-1       | Antônio Rodrigo Nogueira (27-3-1) | Decyzja (jednogłośna)                                     | 3     | 5:00 | PRIDE Critical Countdown Absolute      | 01.07.2006 | Saitama         | Ćwierćfinał PRIDE Openweight GP 2006 |
| Wygrana   | 8-1-1       | Alistair Overeem (23-6)           | Poddanie (kimura)                                         | 2     | 3:43 | PRIDE Total Elimination Absolute       | 05.05.2006 | Osaka           | I runda PRIDE Openweight GP 2006 |
| Wygrana   | 7-1-1       | Jon Olav Einemo (5-0)             | Decyzja (jednogłośna)                                     | 3     | 5:00 | PRIDE 31                               | 26.02.2006 | Saitama         | |
| Przegrana | 6-1-1       | Siergiej Charitonow (13-2)        | Decyzja (niejednogłośna)                                  | 3     | 5:00 | PRIDE 30                               | 23.10.2005 | Saitama         | |
| Wygrana   | 6-0-1       | Roman Ziencow (11-9)              | Poddanie (duszenie trójkątne i dźwignia na staw łokciowy) | 1     | 6:01 | PRIDE – Final Conflict 2005            | 28.08.2005 | Saitama         | |
| Wygrana   | 5-0-1       | Tom Erikson (9-1-1)               | Poddanie (duszenie zza pleców)                            | 1     | 5:11 | PRIDE 29                               | 20.02.2005 | Saitama         | |
| Wygrana   | 4-0-1       | Ebezener Fontes Braga (13-6-2)    | KO (cios pięścią)                                         | 2     | 1:28 | Jungle Fight 2                         | 15.05.2004 | Manaus          | |
| Wygrana   | 3-0-1       | Gabriel Gonzaga (2-0)             | TKO (ciosy pięściami)                                     | 3     | 2:11 | Jungle Fight 1                         | 13.09.2003 | Manaus          | |
| Wygrana   | 2-0-1       | Kristof Midoux (2-2)              | Poddanie (duszenie trójkątne i dźwignia na staw łokciowy) | 1     | 4:11 | WAFF 2: World Absolute Fight 2         | 22.03.2003 | Marrakesz       | |
| Remis     | 1-0-1       | James Zikic (12-3)                | Remis                                                     | 3     | 5:00 | Millennium Brawl 8                     | 22.09.2002 | High Wycombe    | Werdumowi odjęto 1 punkt za nielegalne kolano. |
| Wygrana   | 1-0         | Tengiz Tedoradze (6-1)            | Poddanie (duszenie trójkątne i dźwignia na staw łokciowy) | 1     | ?    | Millennium Brawl 7                     | 16.06.2002 | High Wycombe    | Debiut w MMA |